# Fairburn (Georgia)
Fairburn es una ciudad ubicada en el condado de Fulton en el estado estadounidense de Georgia. En el censo de 2000, su población era de 5.464.

## Demografía
En el 2000 la renta per cápita promedia del hogar era de $39,679, y el ingreso promedio para una familia era de $42,219. El ingreso per cápita para la localidad era de $18,898. Los hombres tenían un ingreso per cápita de $32,708 contra $28,940 para las mujeres.

## Geografía
Fairburn se encuentra ubicado en las coordenadas 33°33′45″N 84°34′53″O / 33.56250, -84.58139 (33.562411, -84.581443).
Según la Oficina del Censo, la localidad tiene un área total de 18,9 km² (7,3 mi²), de la cual 18,8 km² (7,3 mi²) es tierra y 0,1 km² (0 mi²) (0.02%) es agua.